# Атака за отказ на услуга
Атака за отказ на услуга (на английски: Denial-of-Service attack, съкратено DoS attack – DoS атака) е хакерска атака, чиято цел е услугите на даден ресурс, предоставян от компютър (наричан жертва), да спрат или частично да се забавят и да станат недостъпни за целевите му потребители. Атаката може да бъде проведена чрез изчерпване на ресурса или чрез възползване от грешка в софтуера. Най-често биват атакувани популярни уеб сървъри, като целта е те да не могат да изпълняват заявки от интернет. Според Борда за интернет архитектура това действие е компютърно престъпление, нарушаващо етиката в интернет.
Според проучване от началото на 2017 г. продължителността на такива атаки е неравномерна (80% траят не повече от час), насочени са основно към мрежовия слой и стават все по-сложни (40,5% са мултивекторни), като 68,8% от всички атаки произлизат от САЩ, Южна Корея и Китай.

## Видове
Атаките за отказ на услуга се характеризират с опит на нападателите да предотвратят използването на дадена услуга. Има два вида атаки: тези, които сриват услугите и тези, които претоварват услугите със заявки.

### Насищане на пропускателната способност
В днешно време практически всеки компютър има връзка с Интернет или с локалната мрежа. Това е повод да се осъществи DoS-атака, като се превиши пропускателната способност (на английски: bandwidth consumption). Обикновено злосторниците използват т.нар. флуд атака, основана на голям брой безсмислени или неправилно форматирани заявки към определен компютър или към мрежовото оборудване, която цели да изчерпи системните ресурси – процесора, паметта или каналите за връзка.

### Дистрибутирана атака за отказ на услуга (DDoS attack)
Когато атаката е осъществена от повече от един източник на трафик, тя се нарича дистрибутирана атака за отказ на услуга (на английски: Distributed Denial-of-Service attack) или DDoS атака. DDoS атаките често се извършват срещу уебсайтове от ботове, действащи от команден сървър по инструкции на престъпни банди, които искат или да откраднат информация, или да изнудват, или под формата на отмъщение. Пример за подобни действия са атаките срещу сайтовете на VISA, Mastercard и PayPal, извършени от Анонимните през 2013 г.
DDoS атаката използва повече от един уникален IP адрес или машини, често от хиляди хостове, заразени със злонамерен софтуер. Тя обикновено включва 3 до 5 възли в различни мрежи.
По-голям брой машини могат да генерират повече трафик от една машина. Няколко атакуващи машини са по-трудни за изключване от една атакуваща машина и поведението на някои атакуващи машини може да бъде незабелязано, което затруднява проследяването и изключването.
Тъй като входящият трафик, натоварващ жертвата, произхожда от различни устройства, може да е невъзможно да се спре атаката просто чрез използване на филтър за проникване в устройствата. Това също затруднява разграничаването на истинския потребителски трафик от трафика на атаката, защото се разпространява от множество източници.
Като алтернатива, атаките могат да включват подправяне на IP адреси на податели, което допълнително усложнява разкриването на атаката и нейното отстраняване. Тези предимства на нападателя представляват предизвикателство за защитните механизми.

### Йо-йо атака
е специфичен тип DoS/DDoS атака, насочен към хоствани в облак приложения, които използват автоматично мащабиране. Обикновено се измерват броя на активните сървъри – автоматично въз основа на натоварването.
Резултатът от атаката довежда до намалено качество на услугата и до загуба на финансови ресурси.

### Атаки на приложния слой
Най-простата DoS атака разчита преди всичко на груба сила, заливайки жертвата с огромен брой заявки за обработка, които пренасищат капацитета на нейната честотна лента или изчерпват системните ѝ ресурси. Разчита се на неспособността на нападнатия сървър да смогне с големия обем информация.
DdoS атака на приложен слой е форма на атака, при която нападателите са насочени към процесите на ниво приложение. Тя използва свръх специфични функции или характеристики на уебсайта с намерението да деактивира тези функции или характеристики. DDoS атаките на приложно ниво представляват 20% от всички DDoS атаки.
Junade Ali, компютърен учен в Cloudflare отбелязва, че макар атаките на мрежово ниво да продължават да бъдат с голям капацитет, данните от Cloudflare показват, че атаките на ниво приложение все още не показват признаци на забавяне. DDoS атаката на приложен слой се извършва главно с конкретни цели, включително прекъсване на трансакциите и достъпа до бази данни. Тя изисква по-малко ресурси от атаките на мрежовия слой, но често ги придружава.
Атаката може да бъде прикрита да изглежда като легитимен трафик, но всъщност е насочена към конкретни пакети или функции на приложения. Атаката върху приложния слой може да наруши услуги като извличане на информация или функциите за търсене на уебсайт.

### Усъвършенстван устойчив DoS
Усъвършенстваният устойчив DoS (APDoS) е свързан с напреднала постоянна заплаха и изисква специализирано смекчаване на DDoS. Тези атаки могат да продължат седмици; най-дългият непрекъснат период, отбелязан досега, е продължил 38 дни.
Нападателите в този сценарий могат тактически да превключват между няколко жертви, за да създадат отклонение, за да избегнат защитните DDoS контрамерки, но през цялото време в крайна сметка концентрират основната сила на атаката върху една жертва.
В този случай нападателите са в състояние да поддържат продължителна кампания, генерираща огромни нива на неусилен DDoS трафик.